# Låg bläcksvamp
Låg bläcksvamp (Coprinellus curtus) är en svampart som först beskrevs av Károly Kalchbrenner, och fick sitt nu gällande namn av Vilgalys, Hopple & Jacq. Johnson 2001. Låg bläcksvamp ingår i släktet Coprinellus och familjen Psathyrellaceae. Arten är reproducerande i Sverige. Inga underarter finns listade i Catalogue of Life.